# Melodica (album de Blackalicious)
Pour les articles homonymes, voir Melodica (homonymie).
Albums de Blackalicious
A2G
(1999)
Melodica est un EP de Blackalicious, sorti en 1994.

## Liste des titres
| No | Titre                                                  | Contient un (des) sample(s) de | Durée |
| -- | ------------------------------------------------------ | --- | ----- |
| 1. | Lyric Fathom                                           | Book of Slim de Gene Harris et The Three Sounds Harlem Clavinette de J.J. Johnson Ain't Sayin' Nothin' de Divine Styler | 4:14  |
| 2. | Rhymes for the Deaf, Dumb & Blind                      | Stop and Check Yourself de Garnet Mimms Bring It on Down to Me de Bobby Franklin's Insanity | 2:38  |
| 3. | Swan Lake                                              | People Make the World Go Round d'O'Donel Levy People Make the World Go Round de Charles Williams People Make the World Go Round de Ramon Morris 1981 / Other MC's des Cold Crush Brothers People Make the World Go Round des Temprees Can't Truss It de Public Enemy | 5:39  |
| 4. | Attica Black                                           | Kissing My Love de Cold Blood Mama Soul d'Harold Alexander I Got the Blood de Melvin Van Peebles Where I'm Coming From de Leon Spencer | 6:09  |
| 5. | Cheezit Terrorist                                      | How Many MC's... de Black Moon My Philosophy des Boogie Down Productions | 1:30  |
| 6. | 40oz. for Breakfast                                    | Song for My Father de Richard « Groove » Holmes Is Anyone There d'Hookfoot The Working Hour de Tears for Fears Knocking 'Round the Zoo (1971 Version) de James Taylor and The Flying Machine                                                                         | 7:42  |
| 7. | Deep in the Jungle (featuring Lateef the Truthspeaker) | Ego Trip d'Ultimate Spinach She de | 7:09  |

| 8. | Changes | Cool du John Danser Octet Free Prison de FBI Done by the Forces of Nature des Jungle Brothers | 5:39 |